# Arrondissement Étampes
Das Arrondissement Étampes ist eine Verwaltungseinheit des Départements Essonne im Südwesten der französischen Region Île-de-France. Unterpräfektur ist Étampes.

## Wahlkreise
Im Arrondissement liegen vier Wahlkreise (Kantone):
- Kanton Arpajon (mit sechs von 16 Gemeinden)
- Kanton Dourdan (mit 18 von 28 Gemeinden)
- Kanton Étampes
- Kanton Mennecy (mit sieben von 28 Gemeinden)

## Gemeinden
Die Gemeinden des Arrondissements Étampes sind:
| 1. Abbéville-la-Rivière (91001)       | 2. Angerville (91016)               | 3. Arrancourt (91022)              | 4. Authon-la-Plaine (91035)       |
| 5. Auvers-Saint-Georges (91038)       | 6. Baulne (91047)                   | 7. Blandy (91067)                  | 8. Bois-Herpin (91075)            |
| 9. Boissy-la-Rivière (91079)          | 10. Boissy-le-Cutté (91080)         | 11. Boissy-le-Sec (91081)          | 12. Boissy-sous-Saint-Yon (91085) |
| 13. Bouray-sur-Juine (91095)          | 14. Boutervilliers (91098)          | 15. Boutigny-sur-Essonne (91099)   | 16. Bouville (91100)              |
| 17. Breux-Jouy (91106)                | 18. Brières-les-Scellés (91109)     | 19. Brouy (91112)                  | 20. Cerny (91129)                 |
| 21. Chalo-Saint-Mars (91130)          | 22. Chalou-Moulineux (91131)        | 23. Chamarande (91132)             | 24. Champmotteux (91137)          |
| 25. Chatignonville (91145)            | 26. Chauffour-lès-Étréchy (91148)   | 27. Congerville-Thionville (91613) | 28. Corbreuse (91175)             |
| 29. D’Huison-Longueville (91198)      | 30. Dourdan (91200)                 | 31. Étampes (91223)                | 32. Étréchy (91226)               |
| 33. La Ferté-Alais (91232)            | 34. Fontaine-la-Rivière (91240)     | 35. La Forêt-le-Roi (91247)        | 36. La Forêt-Sainte-Croix (91248) |
| 37. Les Granges-le-Roi (91284)        | 38. Guigneville-sur-Essonne (91293) | 39. Guillerval (91294)             | 40. Itteville (91315)             |
| 41. Janville-sur-Juine (91318)        | 42. Lardy (91330)                   | 43. Marolles-en-Beauce (91374)     | 44. Mauchamps (91378)             |
| 45. Le Mérévillois (91390)            | 46. Mérobert (91393)                | 47. Mespuits (91399)               | 48. Mondeville (91412)            |
| 49. Monnerville (91414)               | 50. Morigny-Champigny (91433)       | 51. Ormoy-la-Rivière (91469)       | 52. Orveau (91473)                |
| 53. Plessis-Saint-Benoist (91495)     | 54. Puiselet-le-Marais (91508)      | 55. Pussay (91511)                 | 56. Richarville (91519)           |
| 57. Roinville (91525)                 | 58. Roinvilliers (91526)            | 59. Saclas (91533)                 | 60. Saint-Chéron (91540)          |
| 61. Saint-Cyr-la-Rivière (91544)      | 62. Saint-Cyr-sous-Dourdan (91546)  | 63. Saint-Escobille (91547)        | 64. Saint-Hilaire (91556)         |
| 65. Saint-Sulpice-de-Favières (91578) | 66. Saint-Yon (91581)               | 67. Sermaise (91593)               | 68. Souzy-la-Briche (91602)       |
| 69. Torfou (91619)                    | 70. Valpuiseaux (91629)             | 71. Le Val-Saint-Germain (91630)   | 72. Vayres-sur-Essonne (91639)    |
| 73. Videlles (91654)                  | 74. Villeconin (91662)              | 75. Villeneuve-sur-Auvers (91671)  |                                   |

## Neuordnung der Arrondissements 2017

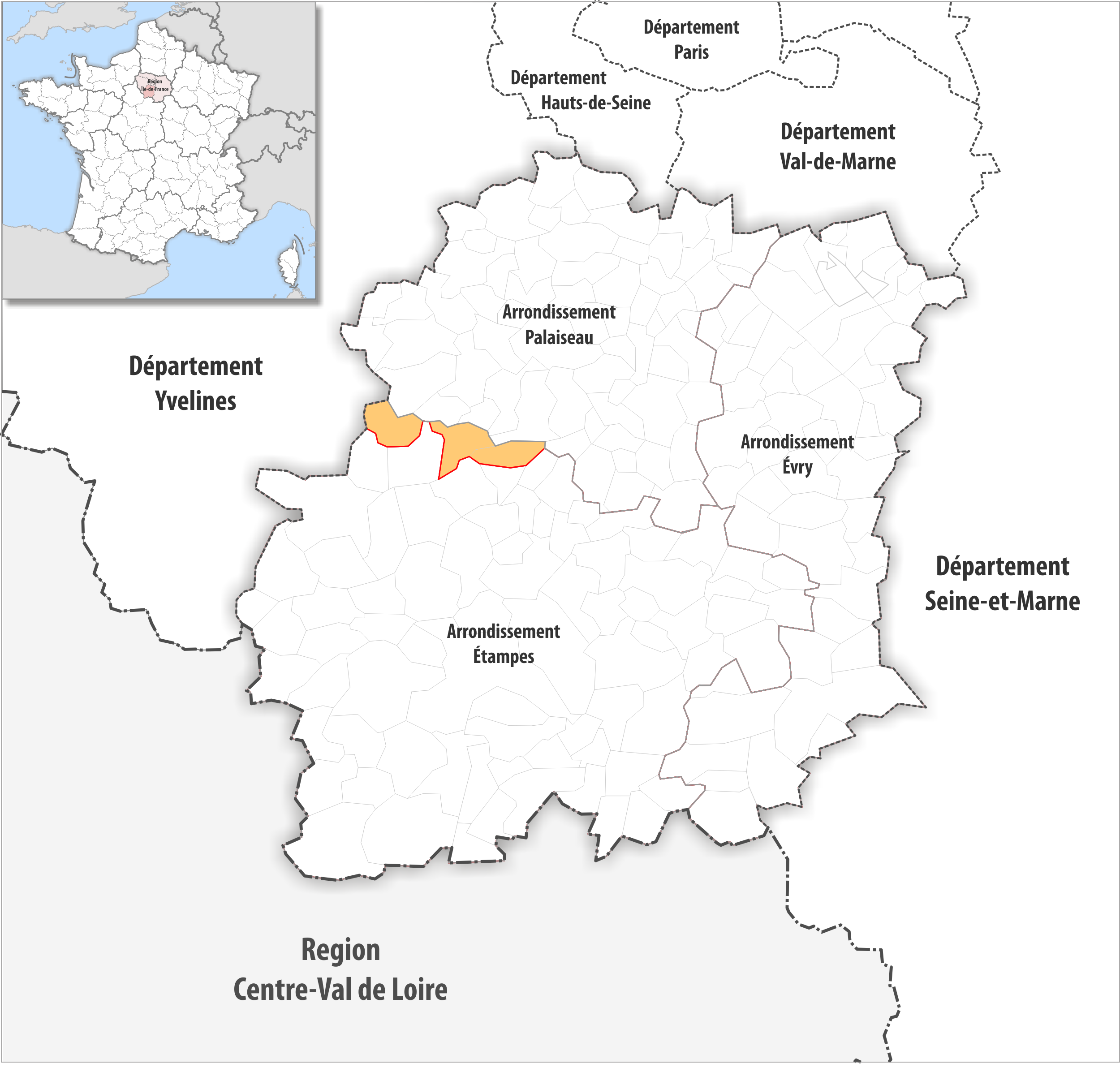
Arrondissementsanpassungen im Jahr 2017

Durch die Neuordnung der Arrondissements im Jahr 2017 wurden die drei Gemeinden Angervilliers, Breuillet und Saint-Maurice-Montcouronne aus dem Arrondissement Étampes dem Arrondissement Palaiseau zugewiesen.

## Ehemalige Gemeinden seit der landesweiten Neuordnung der Kantone
- Bis 2018: Estouches, Méréville